# Cristolțel, Sălaj
Cristolțel (în maghiară Kiskeresztes) este un sat în comuna Surduc din județul Sălaj, Transilvania, România.
A fost atestat documentar pentru prima oară în anul 1554, sub numele de Kyskerestolcz. Conform recensământului populației României din anul 2011, localitatea avea la acea dată 408 locuitori.